# Honrubia de la Cuesta
Honrubia de la Cuesta ist ein Ort und eine nordspanische Gemeinde (municipio) mit 49 Einwohnern (Stand: 2024) in der Provinz Segovia in der Autonomen Gemeinschaft Kastilien-León.

## Lage und Klima
Die Gemeinde Honrubia de la Cuesta liegt etwa 55 km (Fahrtstrecke) nordöstlich von Segovia in einer mittleren Höhe von ca. 1000 m. Durch die Gemeinde führt die Autovía A-1. Das Klima ist im Winter rau, im Sommer dagegen gemäßigt bis warm; Regen (ca. 530 mm/Jahr) fällt übers Jahr verteilt.

## Bevölkerungsentwicklung
| Jahr      | 1970 | 1981 | 1991 | 2001 | 2011 | 2021 |
| Einwohner | 227  | 134  | 107  | 68   | 71   | 54   |

## Sehenswürdigkeiten

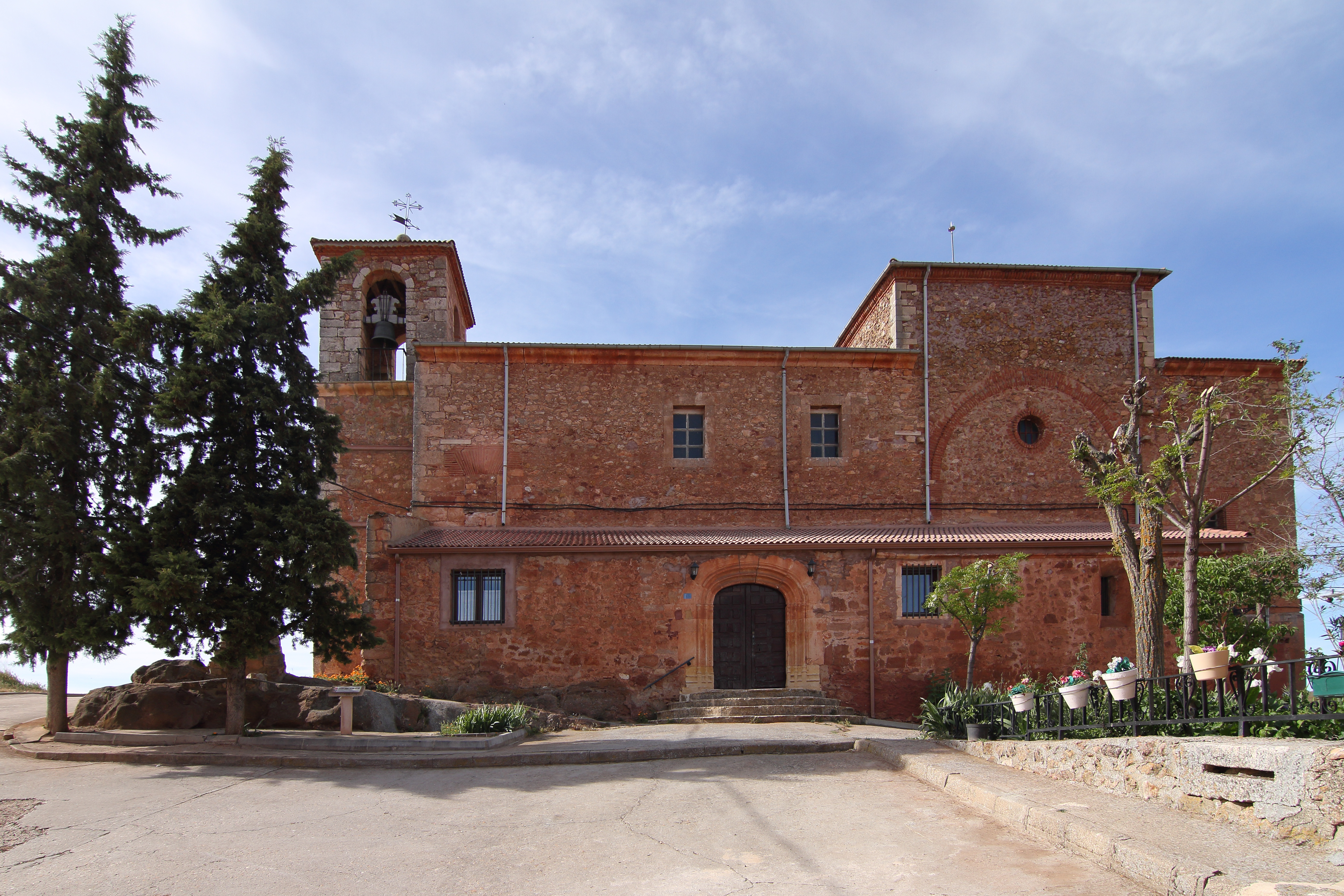
Christopheruskirche
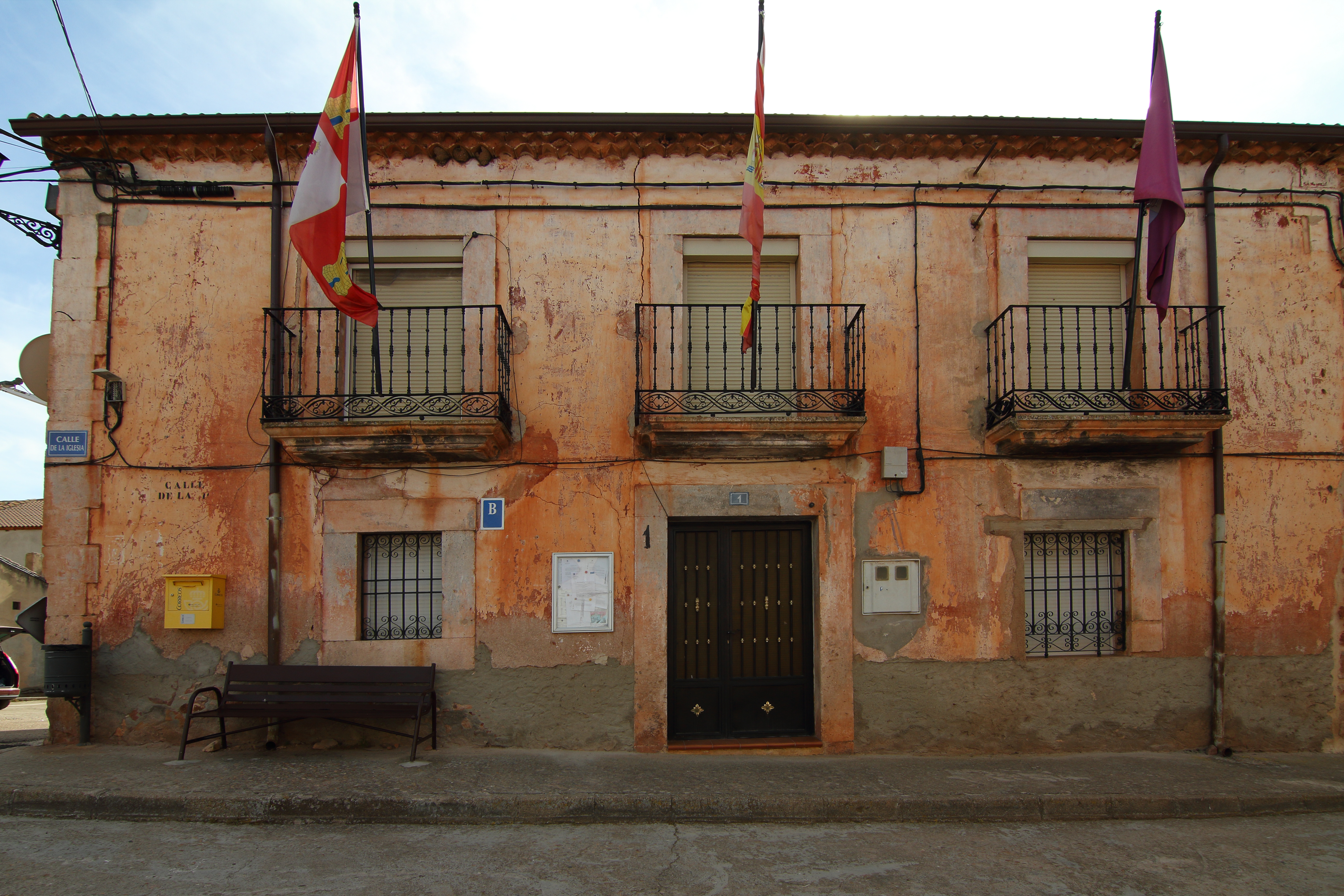
Marienkapelle

- Christopheruskirche
- Rathaus